# 會天曆
《會天曆》，一名《宋宝祐会天历》，全称《大宋宝祐四年丙辰岁会天万年具注历》，是中国古代曆法，南宋使用的第九部历法，屬於陰陽曆。
宋理宗淳祐十二年（1252年），天文学家谭玉修成《會天曆》。荆执礼等造并注，共1卷。从宝祐四年（1256年）颁布施行，取代《淳祐曆》。岁实（回归年）为365.2429日，不如《統天曆》精确。至宋度宗咸淳六年（1270年），被《成天曆》取代。